# Hippurarctia bergeri
Hippurarctia bergeri är en fjärilsart som beskrevs av Sergius G. Kiriakoff 1953. Hippurarctia bergeri ingår i släktet Hippurarctia och familjen björnspinnare. Inga underarter finns listade i Catalogue of Life.